# Mas de la carretera de Tortosa a Santa Bàrbara
El Mas de la carretera de Tortosa a Santa Bàrbara és una masia de Tortosa inclosa a l'Inventari del Patrimoni Arquitectònic de Catalunya.

## Descripció
Masada actualment abandonada, amb els camps dels voltants erms. Situada a uns 2 km de Tortosa, en el Camí que comunica la carretera a Santa Bàrbara i la de Mas de Barberans. Cal prendre, venint de Tortosa, el camí a mà dreta que surt al baixar el pont que creua la via del tren. Es troba a uns 500 m de la carretera, passat una grup de 6-7 edificacions al voltant del camí, també abandonades.
Construcció de planta rectangular amb cossos auxiliars adossats excepte a la façana E. Té planta baixa, pis principal i golfes. Les portes i finestres són allindades i distribuïdes regularment en els quatre murs. La coberta de teulada és a doble vessant, amb carena longitudinal a l'edifici. A la façana S s'adossa un porxo sostingut per pilars rectangulars que es converteix en terrassa a nivell de primer pis. Es conserva l'estructura de ferro que, recolzada sobre els pilars que sobrepassen els nivells del porxo, sostenia un emparrat que donava ombra a la terrassa. Hi ha també terrassa a la façana N, però més senzilla. La distribució interior s'ha perdut en gran part. Alguns sectors, com el porxo, presenten un estat de conservació força dolent.
Maçoneria i maó arrebossats.